# 水度神社
水度神社（みとじんじゃ）は、京都府城陽市寺田水度坂にある神社。式内社で、旧社格は府社。
鴻ノ巣山のふもとに鎮座する、旧寺田村の産土神である。

## 祭神
- 天照皇大御神（あまてらすすめおおみかみ）
- 高御産靈神（たかみむすびのかみ）
- 少童豐玉姫命（わだつみとよたまひめのみこと）

## 歴史

### 概史
社伝によると、創祀は平安時代初期といわれるが、『山城国風土記』逸文に、「久世の郡水渡の社祗社」とあることから、風土記が編纂された奈良時代には存在したと考えられる。平安時代前期に成立した延喜式には、「水度神社三座」と記されている。1873年（明治6年）に村社、1882年（明治15年）に郷社、1907年（明治40年）には府社に昇格した。現在は社格は廃止され、神社本庁に属し、「宗教法人 水度神社」と称している。

### 神階
- 天安3年（859年）1月27日、正六位上から従五位下（『日本三代実録』）- 表記は「水度神」。

## 境内
本殿は正面一間、側面二間の一間社流造。屋根は檜皮葺で正面に大きな千鳥破風を付して外観に変化をもたせている。また、向拝の正面中央には。透かし彫りの唐草と笹竜胆をあしらった蟇股がつけられ、簡素にして優美な建物となっている。棟札によれば室町時代の1448年（文安5年）建立。城陽市内で最も古い建造物であり、国の重要文化財に指定されている。

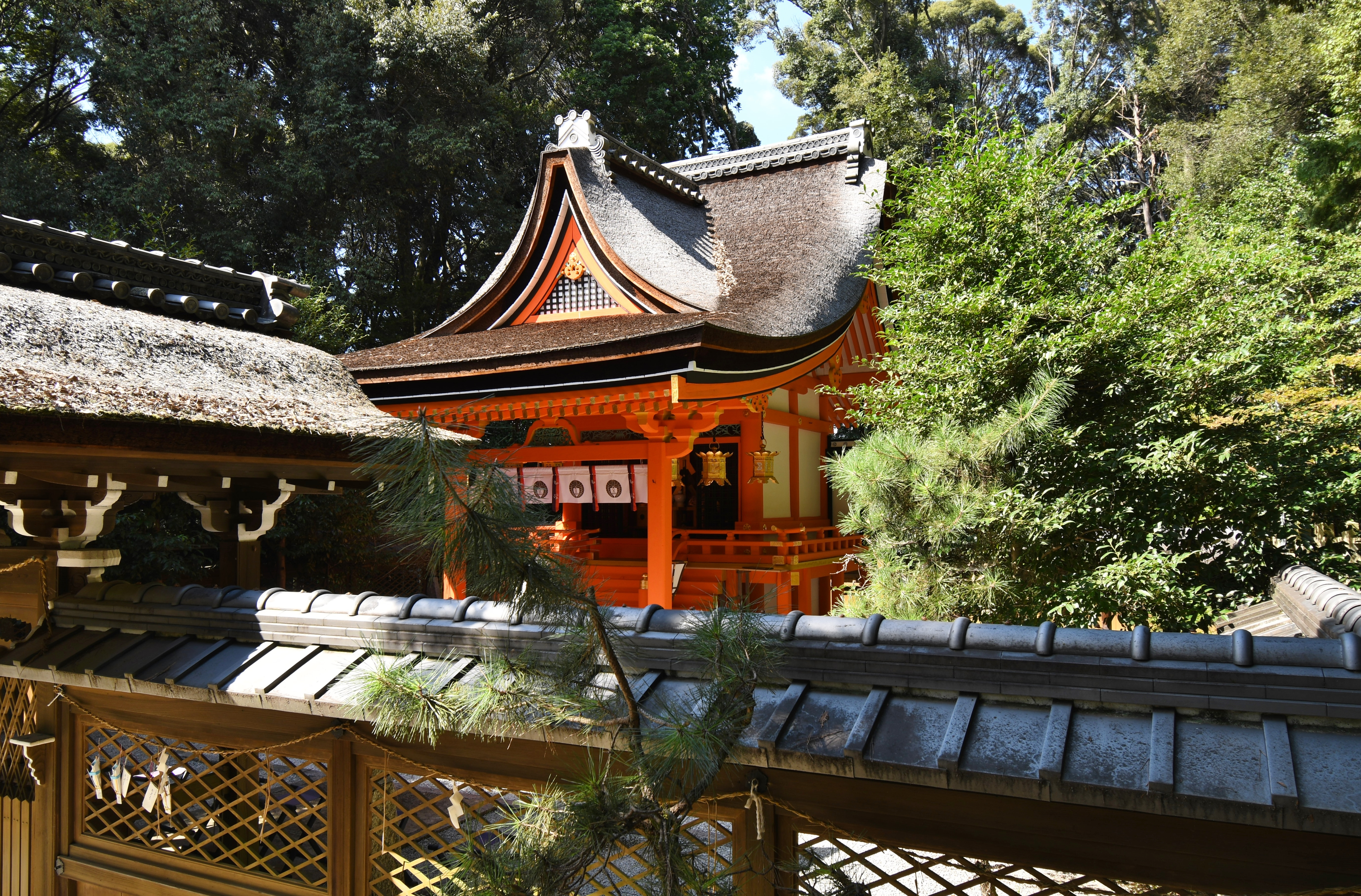
本殿
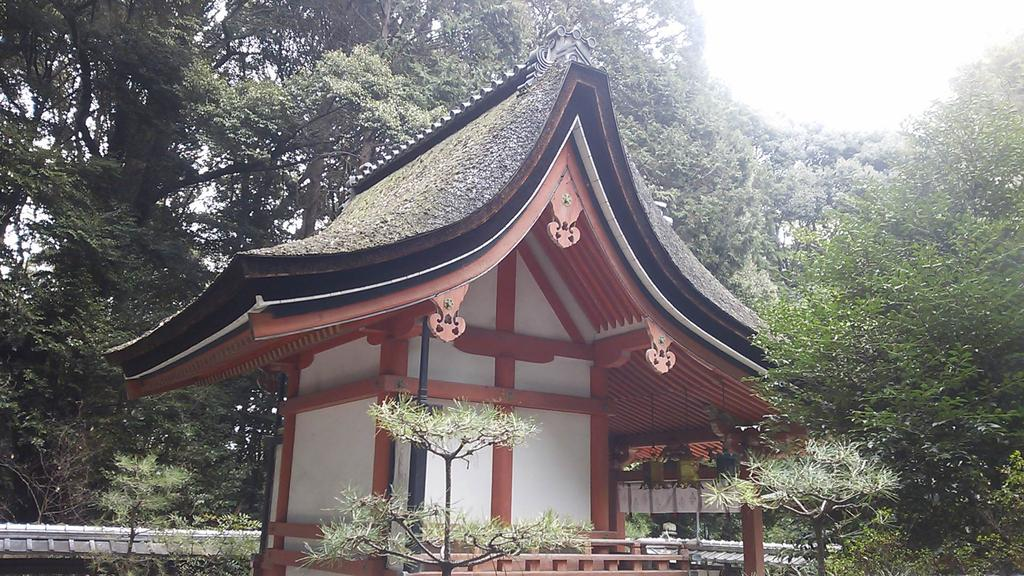
本殿（横・背面）
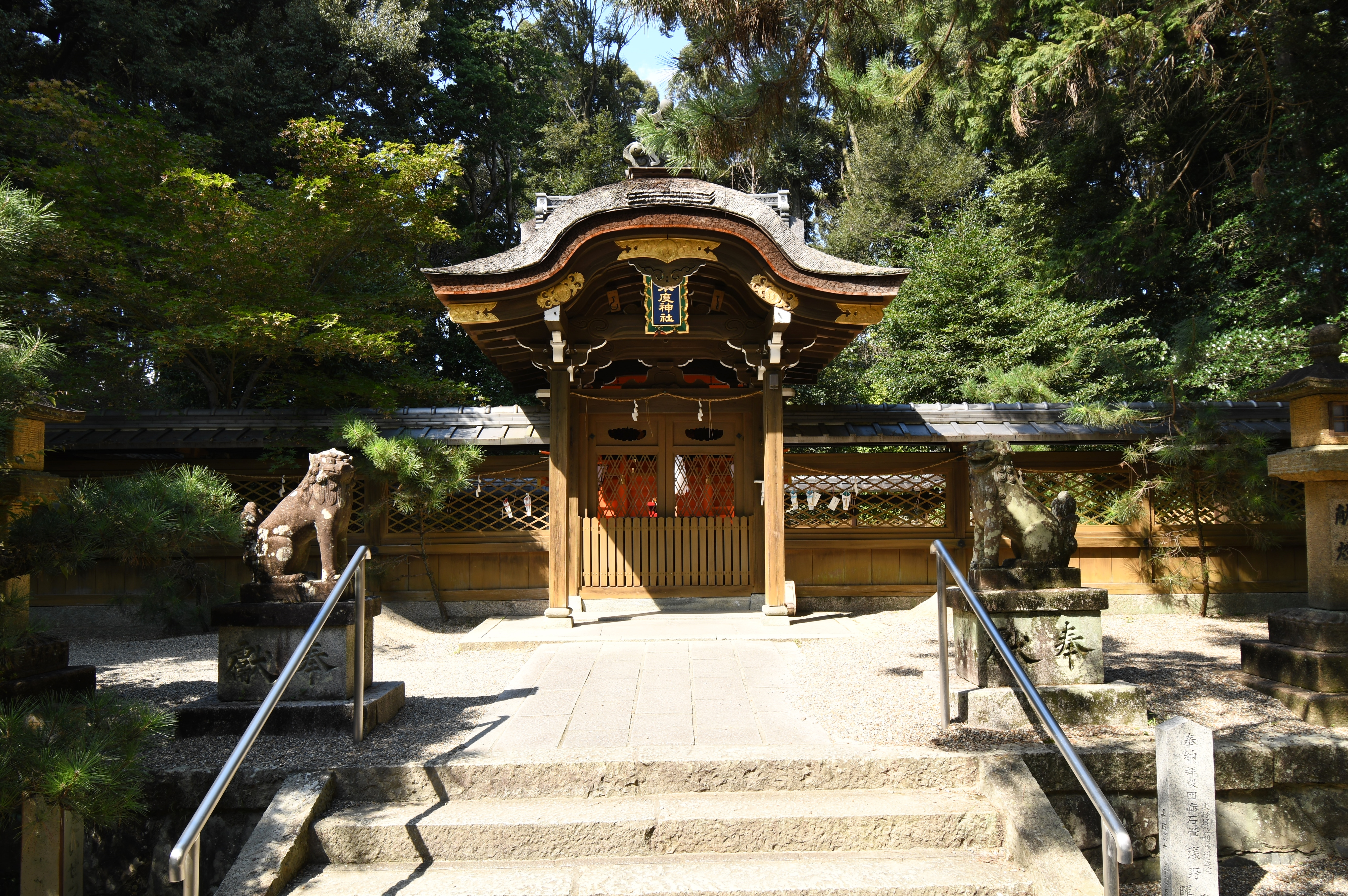
拝所
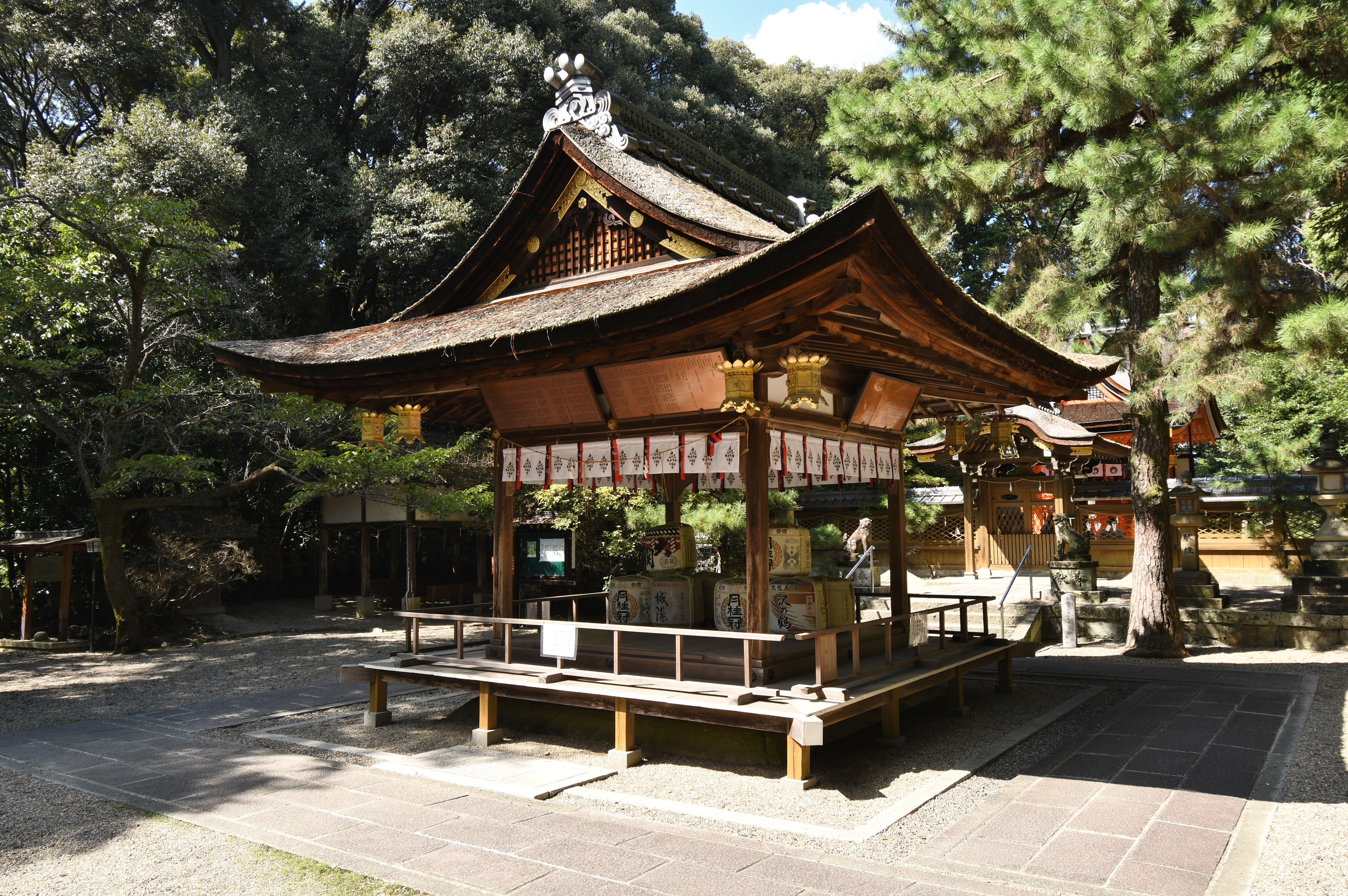
拝殿

## 祭事

### 例大祭
- 例年9月30日から10月2日
  - 9月30日の「オイデ」の神の迎えは、オタビから行列により子ども神奥を中心に、祭具などの順番や分担が決まっている整然とした行列で行われる。
  - 10月1日の「ヨミヤ」の夜は、オタビの神前で巫女が鉄湯釜の湯を笹によって参拝者に振りまかれ、安全を祈る「湯立て神事」が行われる。
  - 10月2日の「マツリ」は、神は神社へと行列により送られる。

### おかげ踊り
水度神社には京都府登録文化財の「おかげ踊り図絵馬」が残っている。絵馬には1830年（文政13年）11月1日に寺田村北東町の人々が水度神社に奉納したおかげ踊りの様子が描かれている。江戸時代に全国で流行した伊勢神宮への集団参拝「おかげ参り」の後によく見られたとされる「おかげ踊り」がこの地でも行われていたことを示している。城陽市では寺田や青谷近辺で昭和の初め頃まで行事ごとに踊られていたようである。現在でも、地元の「おかげ踊り保存会」により復活・伝承され、水度神社で踊りを奉納している。）

## 文化財

### 重要文化財（国指定）
- 水度神社本殿（附 棟札8枚）（建造物） - 室町時代中期、文安5年（1448年）造営。1906年（明治39年）4月14日指定[2]。

### 京都府登録文化財
- 有形民俗文化財
  - おかげ踊図絵馬 - 江戸時代後期の作。1999年（平成11年）3月19日登録。

### 城陽市指定文化財
- 有形文化財

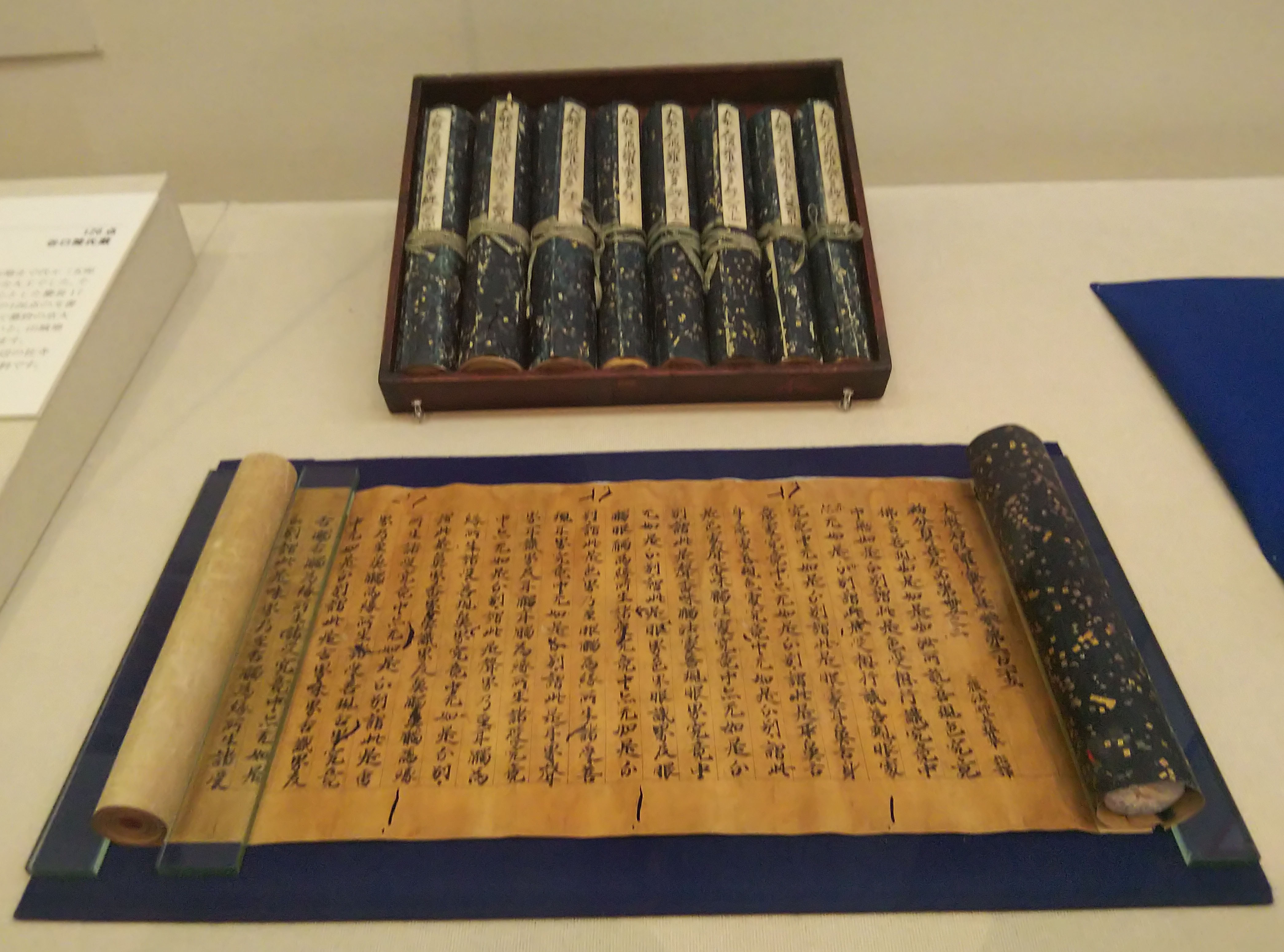
大般若経

  - 鉄湯釜 - 湯立て神事に使われていたと考えられ、銘文から1425年（応永32年）に作られたことがわかる。
  - 大般若経全601巻、経箱7箱 - 鎌倉時代前期にさかのぼる写経で、村落における信仰の歴史を知る貴重な資料となっている。城陽市歴史民俗資料館寄託。

## 参道

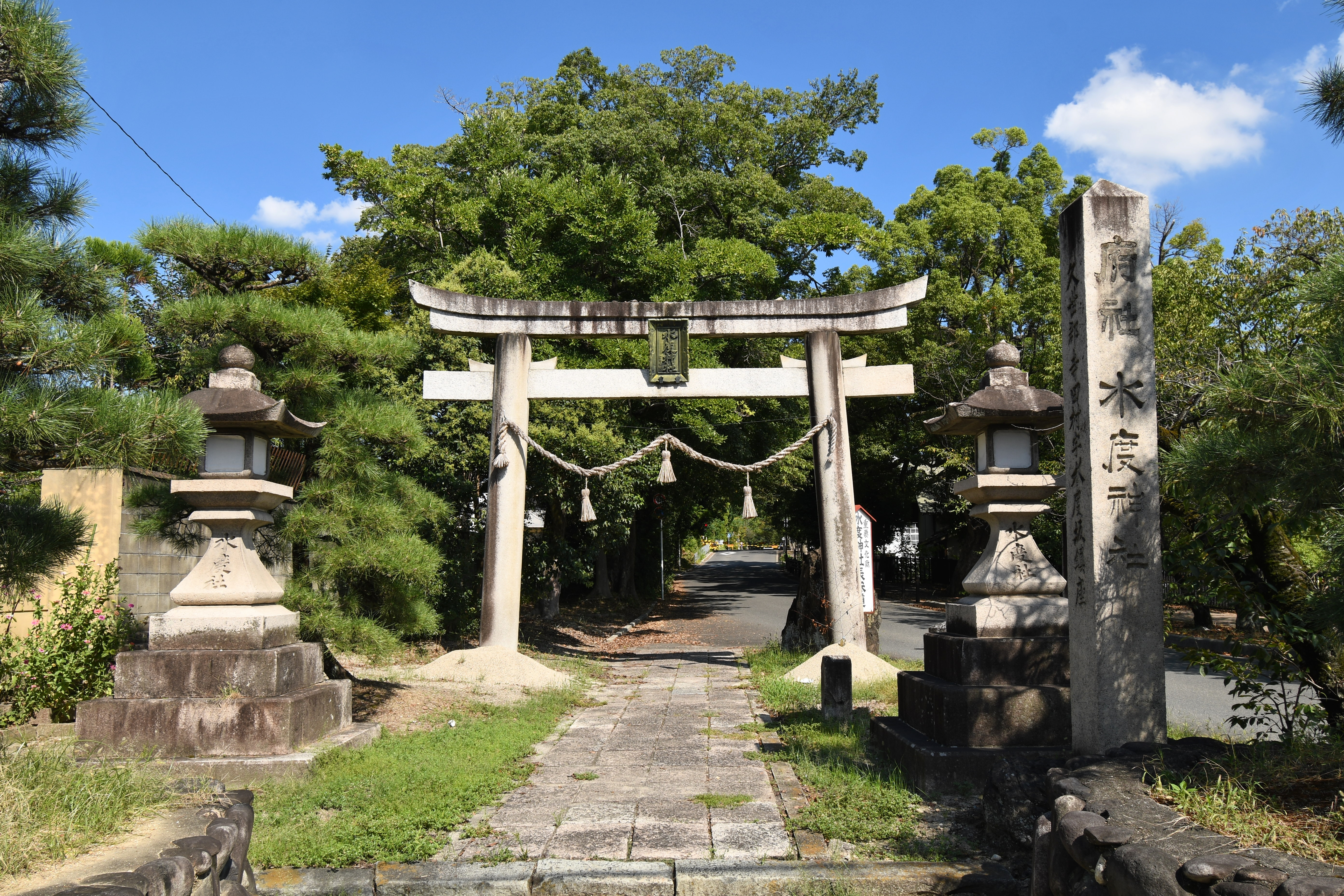
旧大和街道に接して立つ「一の鳥居」昭和41年9月再建

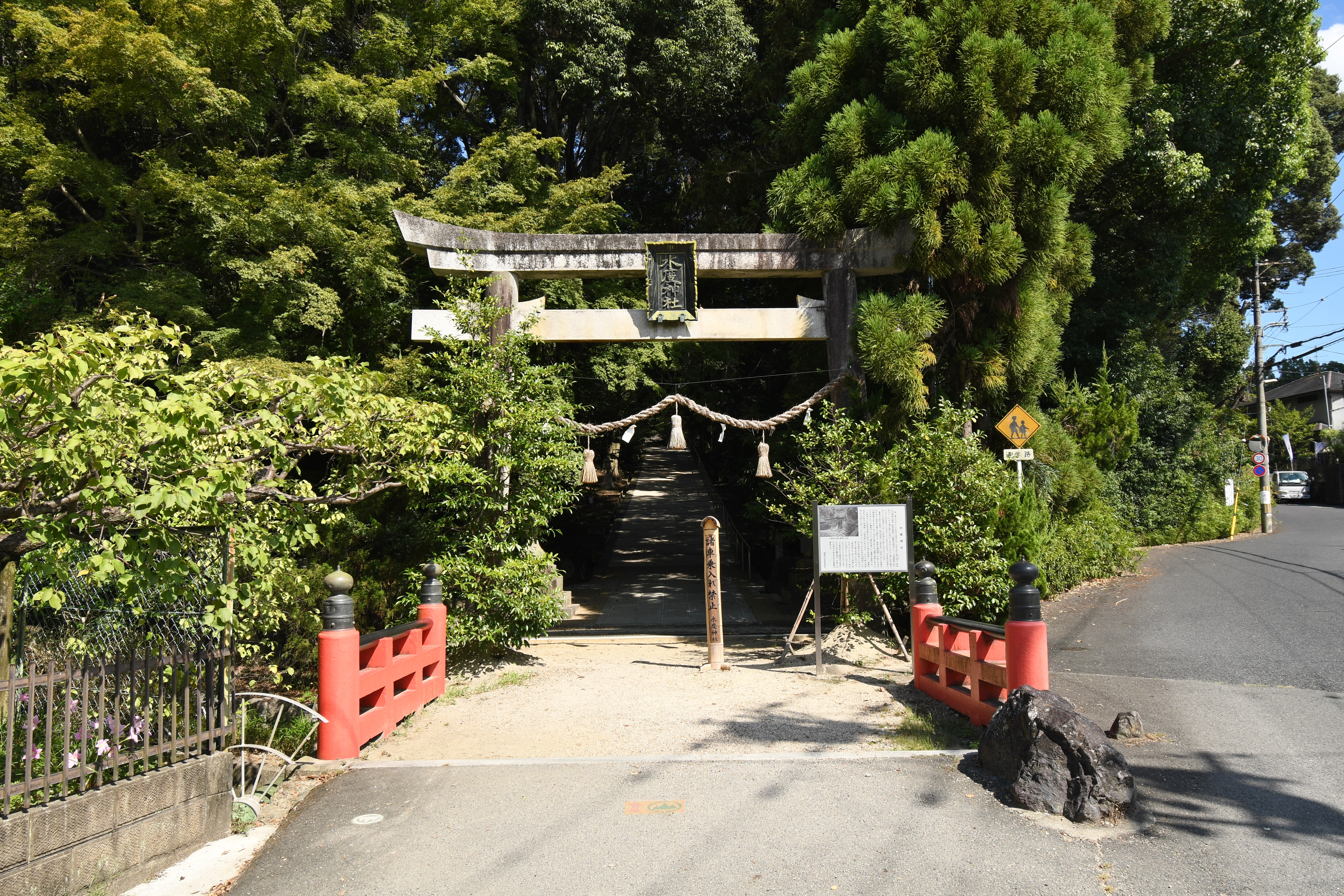
鴻ノ巣山のふもとにある「二の鳥居」。この先の階段の上に本殿が鎮座

JR城陽駅から南へ約200mの場所に旧大和街道に面して立つ「一の鳥居」がある。ここから東へ鴻ノ巣山のふもとにある「二の鳥居」を経て約600m先に水度神社本殿がある。参道は神社へ向かって緩い上り坂道になっている。かつて参道にはお茶屋が軒を連ね、参拝客で賑わっていたと言われている。
この参道は概ね市の中心部に位置しているが、参道の両側は松の古木の並木、神社の周りはアカマツを交えたシイ林で、周辺が宅地化した中で、豊かな自然環境を保持しているとして、水度神社と参道の松並木が「京都の自然200選」に選ばれた。

## 交通アクセス
- JR西日本奈良線城陽駅から東へ1km、京都府立城陽高等学校の北側。
- 京都京阪バス「城陽さんさんバス」城陽高校下車すぐ。